# Schloss Schöneck

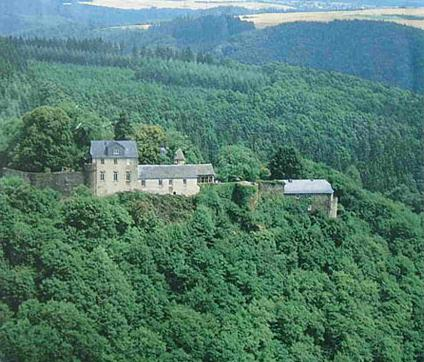
Schloss Schöneck

Das Schloss Schöneck steht auf einem Felsen in der Ehrbachklamm auf dem Stadtgebiet von Boppard (Gemarkung Herschwiesen) im Hunsrück.

## Geschichte
Schöneck wurde um 1200 durch den Reichsministerialen Konrad von Boppard als Reichsburg erbaut. Dessen Nachfahren nannten sich Ritter von Schöneck und bewohnten die Burg bis zu ihrem Aussterben 1508. Die Familie bestand aus mehreren Linien, die gemeinsam auf der Burg wohnten (Ganerbenburg). Von Schöneck aus wurde auch das Gallscheider Gericht verwaltet.
In der Eltzer Fehde 1331–1336 war die Burg Teil des Schutz- und Trutzbündnisses gegen den Trierer Erzbischof und Kurfürsten Balduin von Luxemburg. Die Burg kam 1354 als Lehen an Kurtrier.
1488 wurde Schöneck im sogenannten Beilsteiner Krieg durch pfalzgräfliche Truppen besetzt und kurze Zeit später wieder an Kurtrier zurückgegeben.
Ab 1508 wechselte die Burg mehrfach den Besitzer, blieb aber trierische Lehensburg. Zwischen 1560 und 1646 befand sich Schöneck in Pfandbesitz einer Nebenlinie der Herren von Eltz. Zwischen 1646 und etwa 1677 gehörte Schöneck zum sogenannten Soeternschen Fideikommiss, einer Stiftung zur Verwaltung der Besitzungen der Adelsfamilie von Sötern. Drahtzieher der Überschreibung war der Trierer Erzbischof Philipp Christoph von Sötern. Schöneck wurde nach barocken Ausbauten Mitte des 17. Jahrhunderts Schloss Schöneck genannt. 
1805 kam die Anlage in Privatbesitz. In der Folgezeit wurden einige Neubauten errichtet. Zwischen 1846 und 1848 wurde dort vorübergehend eine Molkenkuranstalt betrieben.
Im Jahr 1912 erwarb der Maler Wilhelm Steinhausen die Anlage. Seit 1922 ist sie im Eigentum einer Familienstiftung.

## Beschreibung
Schloss Schöneck besteht vor allem aus Gebäuden des 19. und 20. Jahrhunderts. Aus mittelalterlicher Zeit stammt die Aufteilung in eine Ober- und eine Unterburg. An mittelalterlichem Baubestand sind Keller und Stützmauern sowie Türme und ein Teil der Ringmauer erhalten. Zur Bergseite hin befinden sich die Reste des Halsgrabens.